# Reinhard Scheer
Carl Friedrich Heinrich Reinhard Scheer (Obernkirchen, 30 de setembro de 1863 – Marktredwitz, 26 de novembro de 1928) foi um oficial naval alemão que tornou-se um dos principais almirantes da Marinha Imperial Alemã na Primeira Guerra Mundial. Ele nasceu em uma família de classe média e entrou na marinha em 1879, progredindo pelas patentes e servindo em diversas embarcações. Ele comandou vários cruzadores e couraçados, também recebendo cargos administrativos em terra.
Scheer era o comandante da II Esquadra de Batalha da Frota de Alto-Mar quando a Primeira Guerra Mundial começou em 1914. Em seguida comandou a III Esquadra de Batalha, composta pelos couraçados mais novos e modernos da Marinha Imperial. Foi promovido a almirante em janeiro de 1916 e colocado no controle de toda a Frota de Alto-Mar, liderando os navios alemães em 31 de maio e 1º de junho na Batalha da Jutlândia, o maior confronto naval da história da humanidade.
Ele escolheu apoiar a tática de guerra submarina irrestrita contra os Aliados após da batalha, algo que foi posteriormente instaurado. Scheer foi promovido a Chefe do Estado Naval em agosto de 1918 e o almirante Franz von Hipper o substituiu no comando da Frota de Alto-Mar. Os dois juntos planejaram uma última batalha contra a Marinha Real Britânica, porém marinheiros amotinaram-se ao saberem da ação e assim a operação foi cancelada. Scheer aposentou-se ao final da guerra.
Scheer escreveu suas memórias sobre guerra em 1919 e depois sua autobiografia em 1925. Ele se retirou para uma vida solitária após sua casa ter sido invadida e sua esposa morta em 1920 por um intruso que depois disso cometeu suicídio no porão. Scheer morreu em sua casa na vila de Marktredwitz em 1928, aos 65 anos de idade, e foi enterrado em Weimar. Ele foi homenageado pela Kriegsmarine na década de 1930 com o lançamento do cruzador pesado Admiral Scheer.

## Início de carreira
Carl Friedrich Heinrich Reinhard Scheer nasceu no dia 30 de setembro de 1863 na cidade de Obernkirchen no então Eleitorado de Hesse, Confederação Germânica. Sua família era de classe média, algo que inicialmente prejudicou sua carreira naval, já que a Marinha Imperial Alemã estava dominada por homens oriundos das famílias mais ricas.
Scheer entrou na marinha em 22 de abril de 1879 aos quinze anos de idade como um cadete. Sua primeira designação foi na fragata a velas SMS Niobe, em que realizou um cruzeiro de treinamento de junho a setembro e treinou navegação e engenharia. Depois de voltar para a Alemanha foi estudar na Escola Naval de Kiel a fim de continuar seu treinamento de oficial. Ele teve uma nota apenas "satisfatória" em sua avaliação de cadete em 1879, porém conseguiu a segunda nota mais alta de sua classe no Exame de Cadete do Mar no ano seguinte. Após se formar, Scheer embarcou em um programa especial de seis meses para treinamento de artilharia, torpedos e infantaria. Em seguida foi designado para o navio de treinamento de artilharia SMS Renown. Ele brevemente serviu no ironclad SMS Friedrich Carl. Durante seu último ano como cadete foi designado para uma viagem ao redor do mundo na fragata SMS Hertha. A embarcação passou por Melbourne na Austrália, Yokohama e Nagasaki no Japão, e Xangai na China.
Ele foi comissionado oficial da Marinha Imperial ao final da viagem e transferido para a Esquadra da África Oriental; sua primeira viagem com a unidade durou de 1884 a 1886. Scheer foi colocado na tripulação da corveta SMS Bismarck e promovido a tenente,  participando em dezembro de 1884 de uma equipe de desembarque que tinha a intenção de subjugar uma revolta pró-britânica do chefe indígena da colônia de Kamerun na África Ocidental Alemã. Ele também conheceu pessoas e fez conexões importantes na África, dentre eles Henning von Holtzendorff, que posteriormente serviria como comandante da Frota de Alto-Mar.
Scheer voltou para a Alemanha em 1886 e participou de treinamentos de torpedo a bordo da converta SMS Blücher de janeiro a maio de 1888. Em seguida ele retornou para a Esquadra da África Oriental uma última vez como oficial torpedeiro na corveta SMS Sophie. Esta viagem de serviço durou até meados de 1890, quando Scheer retornou novamente para casa e foi nomeado instrutor do Comando de Pesquisa de Torpedos em Kiel. Ele até então em sua carreira tinha construído uma reputação de grande especialista em torpedos. Enquanto estava em Kiel acabou conhecendo Alfred von Tirpitz, que tomou nota de seus conhecimentos. Tirpitz foi promovido em 1897 a Secretário de Estado do Escritório Imperial da Marinha, lembrou de Scheer e o transferiu para trabalhar na Seção de Torpedos do escritório naval.
Foi promovido a capitão de corveta e colocado no comando do cruzador rápido SMS Gazelle. Scheer foi promovido novamente em 1905 a capitão de mar e assumiu em 1907 o comando do couraçado pré-dreadnought SMS Elsass, posição que manteve pelos dois anos seguintes. Um relatório de 1º de dezembro de 1909 o recomendou para promoção e ele se tornou o chefe do estado-maior do agora almirante Holtzendorff, comandante da Frota de Alto-Mar, sob o qual ele tinha servido a bordo do cruzador protegido SMS Prinzess Wilhelm. Scheer tornou-se contra-almirante menos de seis meses depois de assumir seu posto com Holtzendorff, aos 47 anos de idade. Ele ficou no cargo até o final de 1911, quando retornou para o Escritório Imperial da Marinha sob Tirpitz e foi nomeado Chefe do Departamento Geral Naval. Scheer em seguida voltou para o comando marítimo em janeiro de 1913, quando foi colocado como comandante da II Esquadra de Batalha da Frota de Alto-Mar, composta por seis couraçados.

## Primeira Guerra Mundial

### Ações iniciais

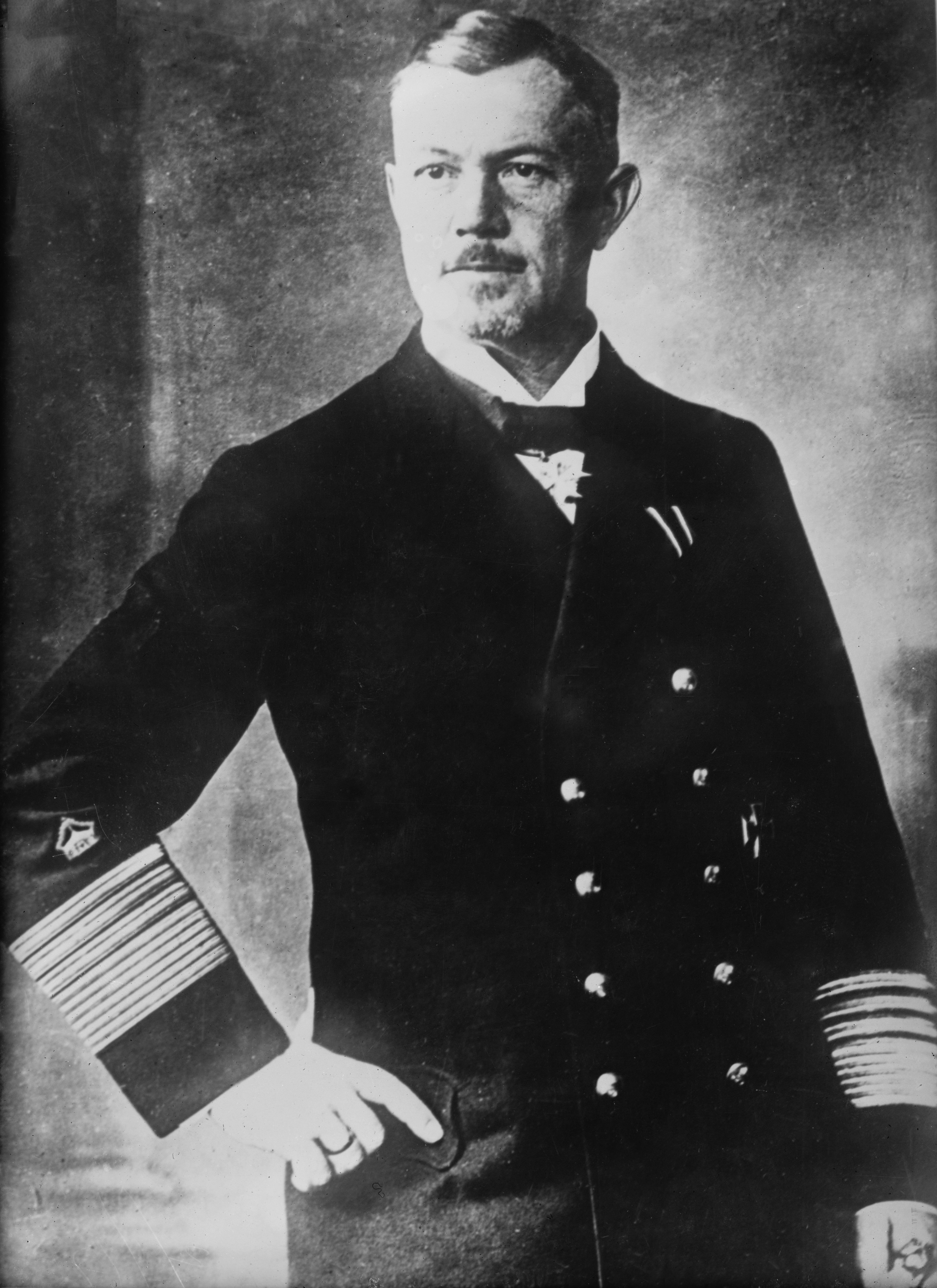
Scheer c. 1916.

Scheer foi promovido a vice-almirante em 9 de dezembro de 1913. Ele permaneceu na II Esquadra de Batalha até janeiro de 1915, muito depois da Primeira Guerra Mundial já ter começado. Ele em seguida foi colocado no comando da III Esquadra, que era formada pelos couraçados mais poderosos e modernos da frota alemã: os navios das classes Kaiser e König. Scheer defendia ataques contra a costa do Reino Unido com o objetivo de atrair partes da numericamente superior Marinha Real Britânica para que assim pudessem ser destruídas pela Marinha Imperial. Ele era um grande crítico do almirante Friedrich von Ingenohl, comandante da Frota de Alto-Mar, quem ele considerava muito cauteloso.
Depois do ataque a Scarborough, Hartlepool e Whitby em dezembro de 1914, em que Ingenohl recuou suas forças em vez de atacar uma esquadra britânica mais fraca, Scheer comentou: "Ele nos roubou da oportunidade de encontrar certas divisões do inimigo de acordo com o plano pré-arranjado, que agora é visto como correto". O imperador Guilherme II da Alemanha removeu Ingenohl de seu posto em fevereiro de 1915 após a Batalha de Dogger Bank no mês anterior, durante a qual o cruzador blindado SMS Blücher foi perdido. O almirante Hugo von Pohl foi nomeado para substituí-lo. Pohl também era muito cauteloso, tendo conduzido apenas cinco ações sem resultado durante todo o ano de 1915, todas as quais não foram mais longe do que 120 milhas náuticas (222 quilômetros) de distância da Heligolândia.

### Frota de Alto-Mar
Scheer tornou-se o comandante da Frota de Alto-Mar em 18 de janeiro de 1916, logo depois de Pohl ter ficado muito doente para poder continuar no posto. Ele escreveu suas diretrizes logo depois de assumir a posição, detalhando seus planos estratégicos. Sua ideia central era de que a Grande Frota britânica deveria ser pressionada por uma maior atividade de u-boots, ataques de zepelim e maior número de ações da frota. Dessa forma, os britânicos seriam forçados a abandonar seu bloqueio distante da Alemanha atacar seu inimigo; o imperador aprovou essa estratégia em 23 de fevereiro. Scheer agora podia, com a aprovação do soberano, usar a Frota de Alto-Mar mais agressivamente.
O imperador proibiu a guerra submarina irrestrita em 24 de abril de 1916, assim Scheer ordenou que todos os u-boots no Oceano Atlântico voltassem para a Alemanha e parassem de atacar navios mercantes. Ele tinha a intenção de usar os submarinos como apoio da frota ao colocá-los próximos de bases navais britânicas. Os u-boots então interceptariam as forças inimigas deixando os portos quando provocadas pelos bombardeamentos costeiros realizados pelos cruzadores de batalha do I Grupo de Reconhecimento do vice-almirante Franz Hipper. Scheer planejou uma operação para o dia 17 de maio, porém danos ao cruzador de batalha SMS Seydlitz no mês anterior, mais problemas de condensadores em vários couraçados da III Esquadra fizeram com que a ação fosse adiada para o dia 31.

#### Jutlândia

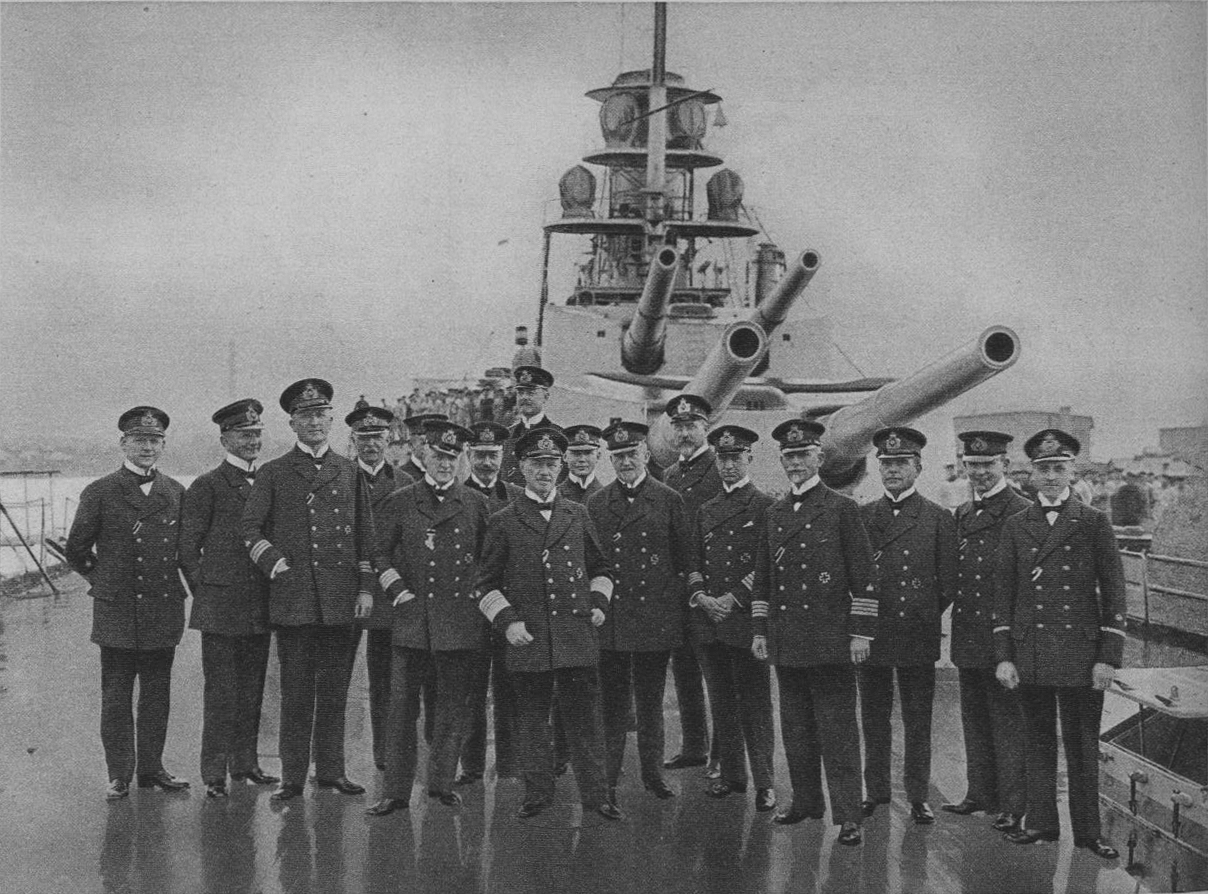
Scheer com seu estado-maior em 1916.

A frota de Scheer, composta por dezesseis couraçados, seis pré-dreadnoughts, seis cruzadores rápidos e 31 barcos torpedeiros, deixou a Angra de Jade na manhã do dia 31 de maio. Esta força saiu em conjunto com os cinco cruzadores de batalha, mais vários torpedeiros e cruzadores de apoio, sob o comando de Hipper. A seção de criptoanálise do Almirantado Britânico tinha interceptado e decodificado transmissões de rápido alemãs contendo planos sobre a operação, assim a Grande Frota, totalizando 28 couraçados e nos cruzadores de batalha, foi despachada na noite anterior para poder interceptar e destruir a Frota de Alto-Mar.
As duas forças de cruzadores se encontraram às 16h e começaram um confronto rumo ao sul, em direção de Scheer. Os navios do vice-almirante sir David Beatty recuaram para o norte assim que avistaram a Frota de Alto-Mar, querendo atrair os alemães para a Grande Frota, sob o comando do almirante sir John Jellicoe. Os navios na dianteira de Scheer enfrentaram os couraçados da Classe Queen Elizabeth. A Grande Frota chegou às 18h30min e foi disposta de forma a cruzar o "T" da linha de Scheer a partir do nordeste. O almirante alemão, a fim de sair dessa situação precária, ordenou uma virada para o sudoeste. Ele ordenou outra virada às 18h55min com o objetivo de atacar os britânicos; Scheer posteriormente explicou seus motivos:
| “ | Ainda era muito cedo para assumir a 'ordem de cruzamento noturno'. O inimigo poderia nos ter forçado a lutar antes da escuridão, ele poderia nos ter impedido de exercer nossa iniciativa, e por fim ele poderia ter cortado nosso retorno para a Angra da Alemanha. Havia apenas um único modo de impedir isso: infligir um segundo golpe no inimigo com outro avanço realizado não importando o custo... Também oferecia a possibilidade de uma última tentativa de levar ajuda para ao pressionado [cruzador rápido] Wiesbaden, ou pelo menos resgatar a tripulação do navio. | ” |

Esta manobra novamente colocou Scheer em uma posição perigosa; Jellicoe tinha virado sua frota para o sul e novamente cruzou o "T" dos alemães. Seguiu-se outra virada, que teve a cobertura dos danificados cruzadores de batalha de Hipper. Scheer ordenou que a frota assumisse a formação noturna, que foi completada às 23h40min. Confrontos entre os couraçados alemães e os contratorpedeiros britânicos ocorreram durante anoite, porém os navios de Scheer conseguiram atravessar os contratorpedeiros e alcançar o Recife de Horns. A Frota de Alto-Mar chegou na Angra de Jade entre às 13h e 14h45min do dia 1º de junho; Scheer ordenou que os couraçados não-danificados da I Esquadra de Batalha assumissem posições defensivas na estrada de Jade (uma estrada é um corpo de água protegido de correntezas), enquanto as embarcações da Classe Kaiser mantiveram-se em prontidão fora de Wilhelmshaven.

#### Outras ações
Scheer, após a batalha, escreveu uma avaliação do confronto para o imperador; no documento, ele pediu fortemente para a reinstituição da campanha de guerra submarina irrestrita no Atlântico. Scheer argumentou que era a única opção para derrotar o Reino Unido. Ele foi promovido a almirante alguns dias depois da batalha e passou o restante do ano debatendo a questão da guerra submarina com o comando naval. Scheer e seus aliados prevaleceram e a campanha voltou em fevereiro de 1917. Ele mesmo assim continuou a usar sua frota de superfície; a Frota de Alto-Mar realizou uma nova incursão entre 18 e 19 de agosto de 1916 com o objetivo de atrair a esquadra de cruzadores de batalha de Beatty. A Marinha Real novamente interceptou as comunicações alemães em despachou a Grande Frota. Desta vez o reconhecimento de Scheer funcionou e ele foi avisado da aproximação da frota inimiga em tempo de recuar de volta para a Alemanha.
Scheer começou a usar elementos ligeiros de sua frota no final de 1917 com o objetivo de atacar comboios mercantes britânicos que navegavam entre o Reino Unido e a Noruega no Mar do Norte. Isto forçou os britânicos a destacarem alguns de seus couraçados a fim de servirem como escoltas dos comboios, apresentando aos alemães uma oportunidade de isolar e destruir vários navios da Grande Frota. Scheer enviou toda a Frota de Alto-Mar em 23 de abril de 1918 para interceptar um dos comboios. Entretanto, os cruzadores de batalha de Hipper cruzaram o caminho do comboio várias vezes sem avistarem embarcação alguma; a inteligência alemã descobriu depois que tinha calculado errado a data que o comboio partiria do Reino Unido. A frota alemã virou para o sul e chegou em suas bases no Mar do Norte às 19h.

### Estado-Maior Naval
Scheer foi informado em junho de 1918 que a saúde de Holtzendorff não permitiria que ele continuasse no seu posto como chefe do estado-maior naval. Holtzendorff submeteu oficialmente sua renúncia diante do imperador no dia 28 de julho. Scheer foi nomeado seu substituto duas semanas depois, em 11 de agosto; Hipper assumiu a função de oficial comandante da Frota de Alto-Mar. Scheer encontrou-se no dia seguinte com o general marechal de campo Paul von Hindenburg e o general de infantaria Erich Ludendorff para discutir a deterioração da situação de guerra. Os três concordaram que a campanha de u-boots era a única esperança para a Alemanha, já que o exército tinha sido colocado na defensiva. Ele em seguida pediu para um programa intensivo de construção de novos submarinos, estipulando que pelo menos dezesseis novos u-boots fossem construídos por mês até o final do ano. Isto aumentaria para pelo menos trinta por mês até meados de 1919. No total, o plano pediu 376 a 450 novos submarinos. Entretanto, o historiador Holger Herwig sugeriu que o programa era "um enorme esforço de propaganda pensado para ter efeito em casa e no exterior".
A guerra já estava praticamente perdida em outubro, assim Scheer e Hipper conceberam uma última grande ação da Frota de Alto-Mar a fim de atacar a Grande Frota. A intenção de Scheer era infligir o máximo de dano possível na Marinha Real, dessa forma deixando a Alemanha em melhor posição de barganha nas negociações de paz, não importando os custos para a Marinha Imperial. O plano envolveria dois ataques simultâneos de cruzadores rápidos e torpedeiros, um em Flandres e outro no estuário do rio Tâmisa; os cinco cruzadores de batalha apoiariam o ataque ao Tâmisa enquanto os couraçados ficariam em Flandres. Depois disso a frota se concentraria na costa holandesa, onde enfrentaria a Grande Frota em batalha. Entretanto, os marinheiros cansados da guerra começaram a deserdar enquanto a marinha se reunia em Wilhelmshaven. Aproximadamente trezentos homens do SMS Von der Tann e SMS Derfflinger pularam para fora dos navios e desapareceram em terra enquanto passavam para o porto. A ordem de deixar Wilhelmshaven foi emitida em 24 de outubro. Entretanto, marinheiros a bordo de vários dos couraçados começaram a se amotinar na noite do dia 29; as embarcações da III Esquadra recusaram-se a sair e atos de sabotagem foram cometidos a bordo do SMS Helgoland e SMS Thüringen. Diante de uma revolta aberta, a ordem foi rescindida e a operação cancelada.

## Pós-guerra

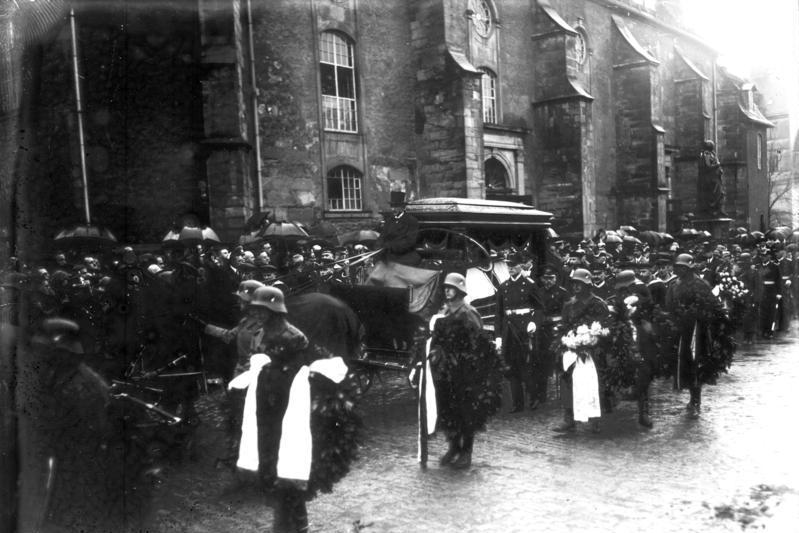
O funeral de Scheer em 1928.

Scheer se aposentou da marinha após o fim da guerra em novembro de 1918 e escreveu suas memórias do conflito logo no ano seguinte. Um intruso invadiu sua casa em outubro de 1920, matou sua esposa Emilie, sua empregada e feriu sua filha Else. O homem em seguida cometeu suicídio no porão. Scheer entrou em uma vida de solidão após o incidente. Ele também escreveu uma autobiografia intitulada Vom Segelschiff zum U-Boot, que foi publicada em novembro de 1925.
Scheer aceitou um convite em 1928 para se encontrar na Inglaterra com Jellicoe, o comandante da Grande Frota durante a Batalha da Jutlândia. Entretanto, ele morreu em sua casa na vila de Marktredwitz aos 65 anos antes que pudesse fazer a viagem e foi enterrado no cemitério municipal de Weimar. O cruzador pesado Admiral Scheer da Reichsmarine e depois da Kriegsmarine foi lançado em 1933 e nomeado em sua homenagem, tendo sido batizado por sua filha Marianne.

## Condecorações
- Grã-Cruz da Ordem da Águia Vermelha (Prússia)
- Ordem da Coroa, 1ª Classe com Espadas (Prússia)
- Cruz de Cavaleiro da Ordem da Casa de Hohenzollern (Prússia)
- Por Mérito com Folhas de Carvalho (Prússia)
- Cruz de Ferro, 1ª e 2ª Classes (Prússia)
- Prêmio de Serviço (Prússia)
- Grã-Cruz da Ordem Militar de Maximiliano José (Baviera)
- Grã-Cruz da Ordem Militar do Mérito (Baviera)
- Cruz de Cavaleiro da Ordem Militar de Santo Henrique (Saxônia)
- Grã-Cruz da Ordem de Alberto (Saxônia)
- Cavaleiro da Ordem Militar do Mérito (Württemberg)
- Grã-Cruz da Ordem do Grifo (Mecklemburgo)
- Cruz Militar do Mérito, 1ª Classe (Mecklemburgo-Schwerin)
- Grã-Cruz Honorário da Ordem do Mérito de Pedro Frederico Luís (Oldemburgo)
- Grã-Cruz da Ordem de Alberto, o Urso (Anhalt)
- Cavaleiro Grã-Cruz da Ordem de Francisco José (Áustria-Hungria)
- Ordem da Coroa de Ferro, 3ª Classe (Áustria-Hungria)
- Ordem do Sol Nascente, 3ª Classe (Japão)
- Grão-Oficial da Ordem dos Santos Maurício e Lázaro (Itália)
- Ordem de Santo Estanislau, 2ª Classe (Rússia)

## Publicações
- Deutschlands Hochseeflotte im Weltkrieg. Persönliche Erinnerungen. Scherl, Berlin 1920.
- Vom Segelschiff zum U-Boot. Quelle & Meyer, Leipzig 1925; 6.–8. Tausend Quelle & Meyer, Leipzig 1936 (bearbeitet von Albert Scheibe).
- Michael Epkenhans (Hg.): Mein lieber Schatz! Briefe von Admiral Reinhard Scheer an seine Ehefrau. August bis November 1918. (= Kleine Schriftenreihe zur Militär- und Marinegeschichte. Band 12). Winkler, Bochum 2006.